# Cap Mawson
Le cap Mawson est un cap du sud-est de l'île Charcot en Antarctique.
Il est découvert en 1929 par Hubert Wilkins et est nommé d'après Douglas Mawson.